# 独孤盛
独孤 盛（獨孤盛、どっこ せい、? - 618年）は、隋の武人。本姓は李氏。独孤楷の弟にあたる。

## 経歴
遠祖は北魏の孝文帝の漢化政策で漢化した鮮卑であり、その後裔の李屯（独孤屯）の子として生まれた。隋の晋王楊広の側近として仕え、車騎将軍に累進した。楊広（煬帝）が即位すると、やはり側近にあって右屯衛将軍となった。
618年（大業14年）、宇文化及が江都で反乱を起こし、裴虔通が兵を率いて成象殿に入ると、独孤盛は裴虔通をとがめて痛罵した。よろいを着ないまま側近十数人とともに裴虔通をはばもうとして、反乱兵に殺害された。越王楊侗が帝を称すると、光禄大夫・紀国公の位を追贈された。諡は武節といった。

## 伝記資料
- 『隋書』巻71 列伝第36
- 『北史』巻73 列伝第61